# Домбровская, Мария
Мари́я Домбро́вская (пол. Maria Dąbrowska; 6 октября 1889, Руссово Калишского уезда, Калишская губерния, Российская империя — 19 мая 1965, Варшава) — польская писательница, автор романов и новелл, драматург, литературный критик, публицист и переводчик. Лауреат Государственной премии ПНР (1955).

## Биография

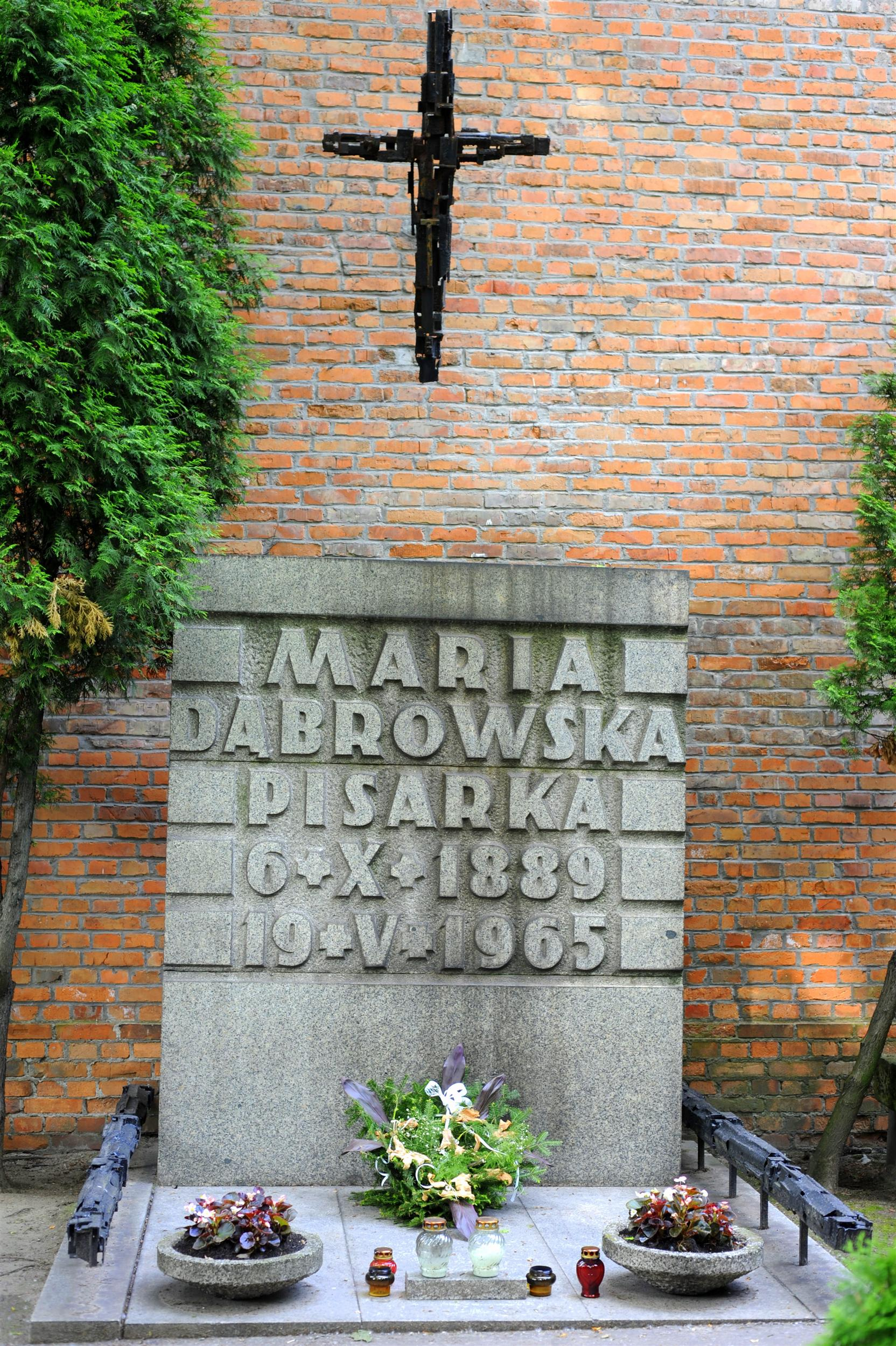
Надгробие на кладбище Повонзки

Родилась в небогатой шляхетской семье. В 1907—1914 годах училась в Лозаннском и Брюссельском университетах. Литературную деятельность начала в 1910-е годы.
Вышла замуж за Мариана Домбровского, публициста и деятеля польского социалистического движения, близкого Юзефу Пилсудскому. После его смерти в 1925 году спутником жизни Марии Домбровской стал Станислав Стемповский.
Некоторое время работала в министерстве сельского хозяйства. Занималась публицистикой. В 1957 году стала почётным доктором Варшавского университета. Почётный гражданин Калиша.
Похоронена на варшавском кладбище Повонзки.

## Творчество
Первые сборники рассказов Марии Домбровской «Дети родины» („Dzieci ojczyzny“, 1921), «Ветка черешни» („Gałąź czereśni“, 1922) носили воспитательный и патриотический характер. За ними последовали поэтичные новеллы книги «Улыбка детства» („Uśmiech dzieciństwa“, 1923), изображающие детей. Детям посвящены сборники «Дружба» („Przyjaźń“, 1927), «Мартин Козера» („Marcin Kozera“, 1927), «Чистые сердца» („Czyste serca“, 1938).
Лучшие рассказы Домбровской вышли в сборники «Люди оттуда» („Ludzie stamtąd“, 1925) и «Признаки жизни» („Znaki życia“, 1938).
Крупнейшее произведение писательницы — тетралогия «Ночи и дни» („Noce i dnie“; 1932—1934), в которую входят романы «Богумил и Барбара», «В вечной тревоге», «Любовь», «Ветер в лицо».
Домбровская — автор исторических драм «Гений-сирота» („Geniusz sierocy“, 1939, опубликована в 1957), «Станислав и Богумил» („Stanisław i Bogumił“, 1945, опубликована в 1947).
В переводах Домбровской выходили произведения английской, датской, русской (А. П. Чехова) литературы. В литературно-критических и публицистичных статьях Домбровской рассматривались личность и творчество Болеслава Пруса, Станислава Пшибышевского Л. Н. Толстого, Н. В. Гоголя, Джозефа Конрада.
В 1966 году режиссёр Кшиштоф Занусси снял документальный фильм о Марии Домбровской.

## Издания
- Люди оттуда / Пер. М. Е. Абкиной. М.; Л.: Госиздат, 1928. 190 с.
- На деревне свадьба. М., Правда, 1956
- Рассказы. Москва, Изд. иностранной литературы, 1957
- Ночи и дни: Роман: В 2 т. / Пер. Е. Усиевич; Вступ. ст. Я. Станюкович. Т. 1—2. Москва, 1964
- Избранное / Сост. и предисл. Я. Станюкович. Москва: Прогресс, 1974. 526 с. (Библиотека польской лит.)
- Утренняя звезда: Рассказы / Сост. и предисл. С. Соколова. Л. : Художественная литература, 1989. 396 с.